# Hackesche Höfe
Hackesche Höfe (português: Pátios de Hacke) é um complexo de oito pátios interligados, localizado próximo ao Hackescher Markt, no centro de Berlim, Alemanha. Ele foi construído na primeira década do século XX, parcialmente destruído durante a Segunda Guerra Mundial e totalmente restaurado e revitalizado em 1993, após a Queda do Muro de Berlim. Hoje abriga lojas, restaurantes, cinemas, teatros e apartamentos residenciais, e é um dos principais centros da vida noturna de Berlim. É o maior conjunto arquitetônico de pátios fechados da Alemanha e está protegido como patrimônio histórico desde 1977.
O Hackescher Markt e o Hackesche Höfe estão em uma região conhecida como Scheunenviertel (Quarteirão do Celeiro), nome derivado dos celeiros que foram construídos nesta área no final do Século XVII, quando ela ainda ficava fora das muralhas da cidade. Nesta época, o rei havia proibido o armazenamento de feno e palha dentro da cidade para evitar o risco de incêndios. Após a demolição da muralha, a área foi remodelada, mas as pessoas continuaram usando este nome. A região também é conhecida como um antigo bairro judeu, visto que abrigava uma comunidade judaica antes da ascensão dos nazistas ao poder.
O complexo foi projetado no estilo Art Noveau pelo arquiteto August Endell, e o primeiro pátio é adornado com uma fachada de tijolos esmaltados policromados. A construção desse projeto, iniciada em 23 de setembro de 1906 pelo arquiteto e empresário Kurt Berndt, segue um padrão de separação entre áreas residenciais, artesanato, comércio e cultura, o que o distingue dos pátios do século XIX.
Em 1909, Kurt Hiller e Jakob van Hoddis estabeleceram o círculo literário Der Neue Club (O Novo Clube) no local, que sediava eventos como as noites literárias denominadas de Neopathetisches Cabaret (Cabaré Neo-patético). Essas reuniões muitas vezes atraíam centenas de espectadores. Há uma placa em homenagem a van Hoddis no Hackesche Höfe, lembrando-o como uma das vítimas do Socialismo Nacional.

## Galeria

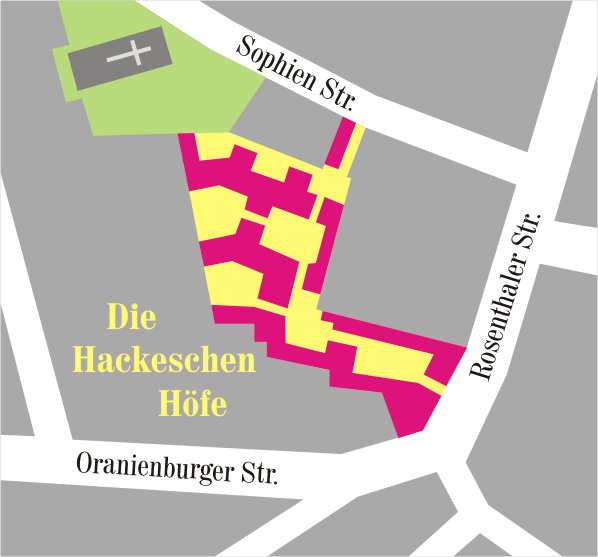
Mapa
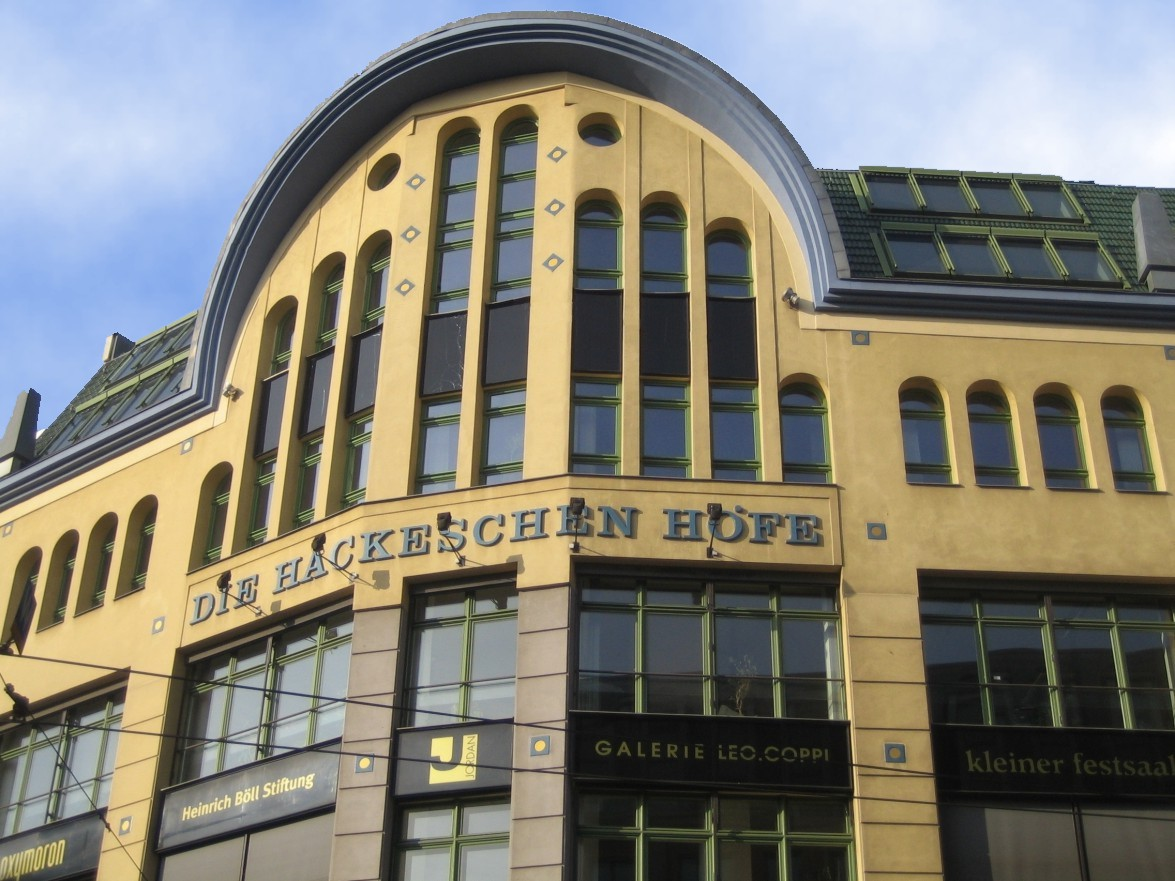
Entrada
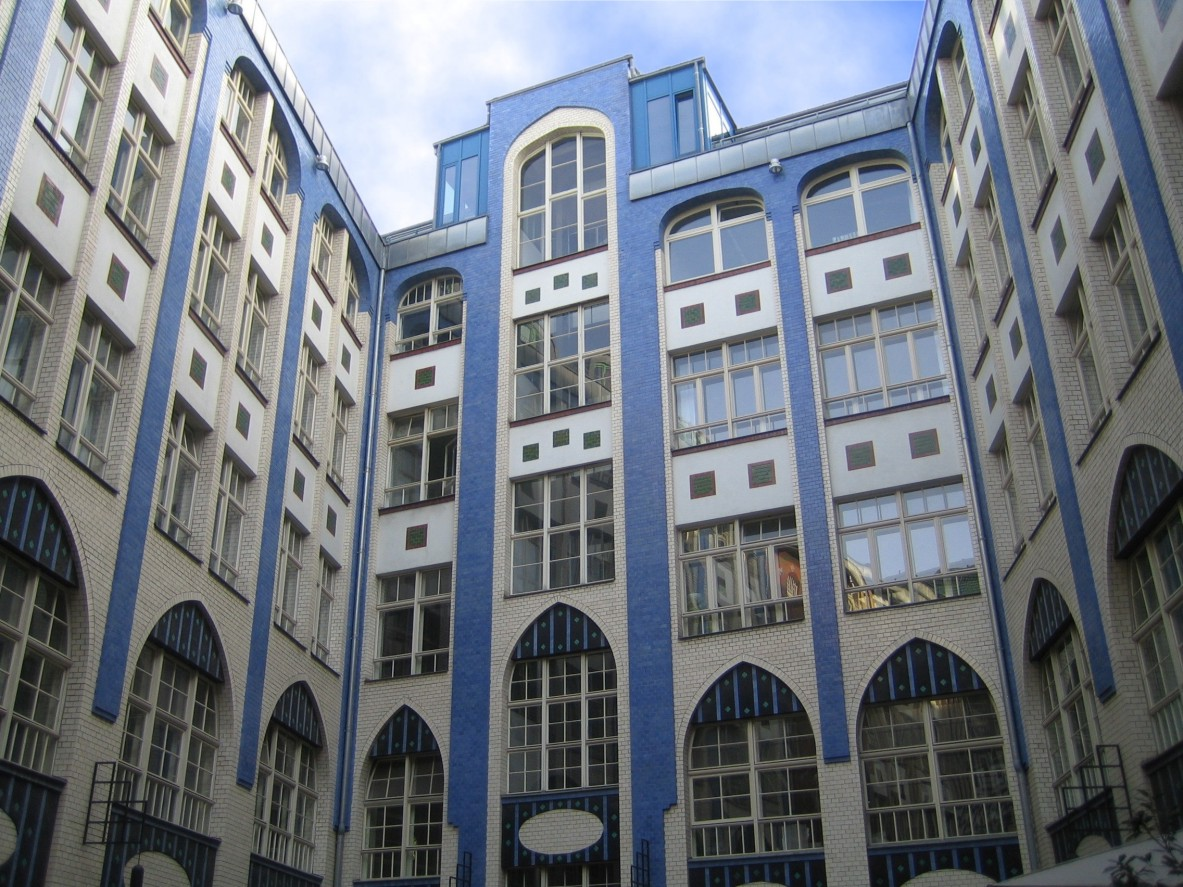
Fachada, leste
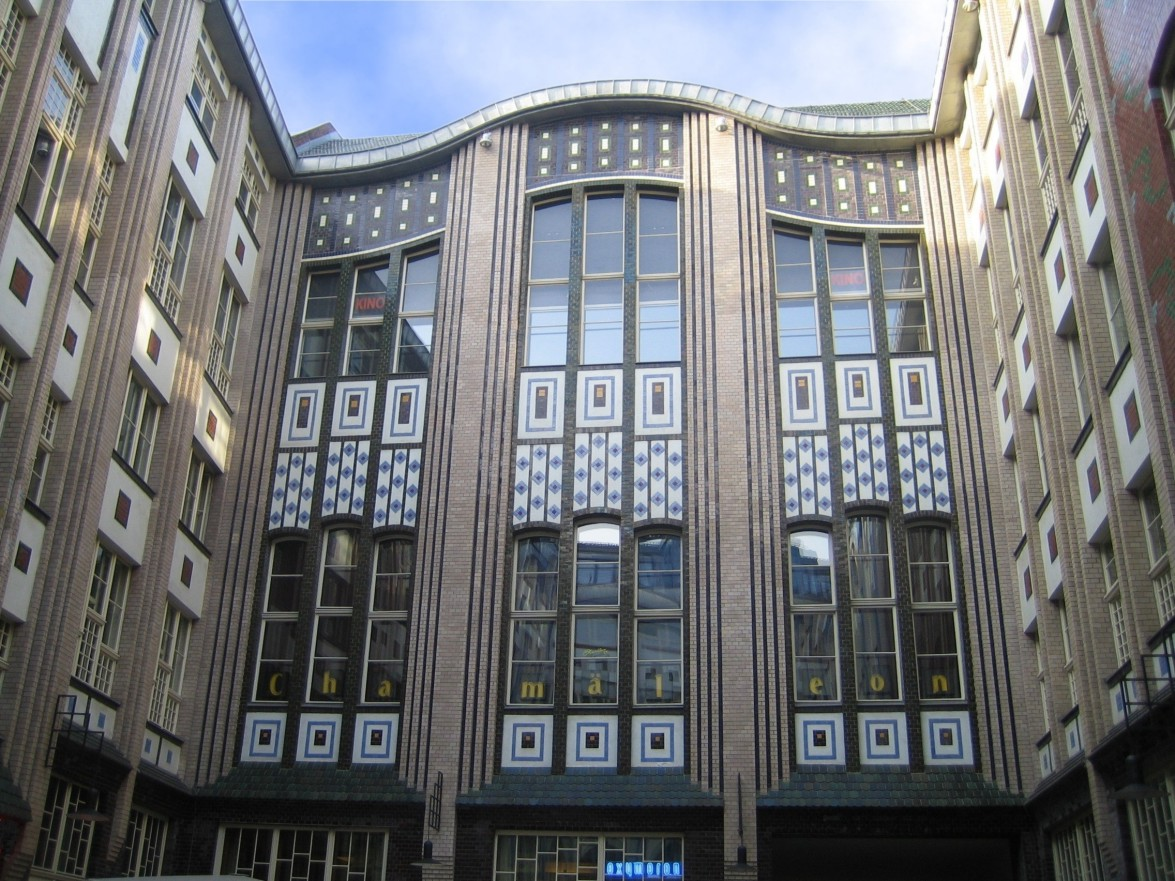
Fachada, oeste